# Zartblütige Stachelbeere

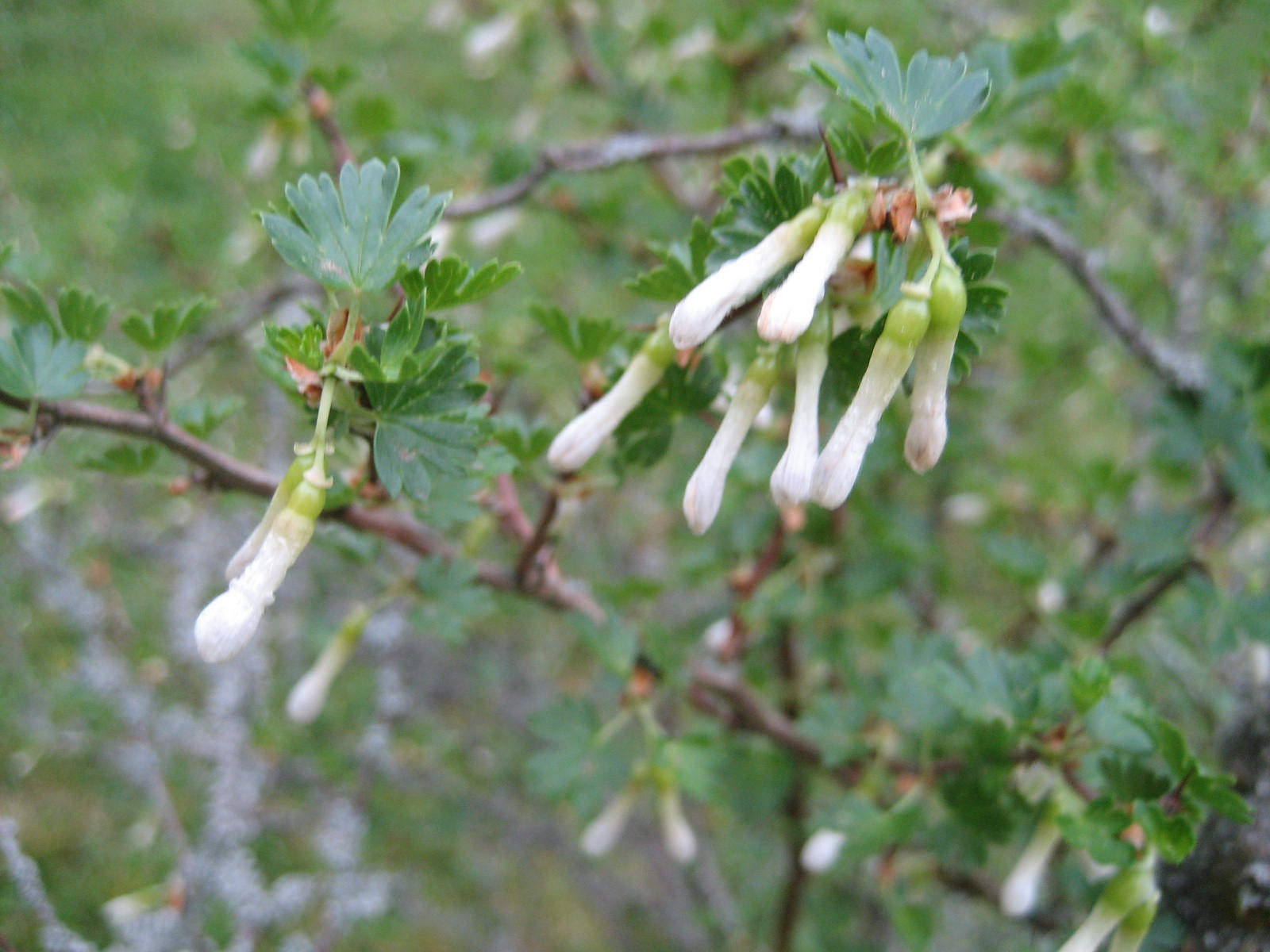
Blüten

Die Zartblütige Stachelbeere oder Colorado-Stachelbeere (Ribes leptanthum) ist ein kleiner, bis 2 Meter hoher Strauch mit weißen oder hell rosafarbenen Blüten und schwarzen Früchten aus der Familie der Stachelbeergewächse (Grossulariaceae). Das natürliche Verbreitungsgebiet der Art liegt in den Vereinigten Staaten. Die Art wird nur sehr selten kultiviert.

## Beschreibung
Die Zartblütige Stachelbeere ist ein 0,5 bis 2 Meter hoher, aufrechter, dicht und sparrig verzweigter Strauch mit fein behaarten und verkahlenden Zweigen und ein bis drei 2 bis 19 Millimeter langer Dornen an den Knoten. Die Internodien sind unbewährt, locker oder dicht mit Stacheln besetzt. Die Laubblätter haben einen 0,7 bis 2 (selten ab 0,1 bis 4) Zentimeter langen, behaarten Stiel. Die Blattspreite ist einfach, drei- bis fünflappig selten bis siebenlappig, rundlich oder nierenförmig-rundlich, 0,5 bis 1,5 selten bis 2,7 Zentimeter lang, mit gestutzter oder beinahe herzförmiger Basis. Die Lappen sind länglich bis keilförmig, scharf gezähnt, manchmal eingebogen mit gerundeter Spitze. Beide Blattseiten sind kahl oder manchmal fein behaart, selten drüsig behaart.
Die Blüten sind weiß oder hell rosafarben. Sie stehen einzeln oder in 1,5 bis 2,5 Zentimeter langen Trauben aus zwei bis selten vier Blüten mit schwach flaumig behaarter Blütenstandsachse. Die Tragblätter sind lanzettlich und 0,5 bis 4 Millimeter lang. Je Blüte werden zwei kleinere Vorblätter gebildet. Die Blütenstiele sind schwach behaart und 0,5 bis 1 Millimeter lang. Der Blütenbecher ist grünlich weiß bis weiß, selten ab 2,3 meist 4 bis 6 Millimeter lang, außen weich borstig und  innen kahl. Die Kelchzipfel stehen waagrecht, sie sind grünlich weiß bis weiß, lanzettlich und selten ab 2,5 meist 3,5 bis 7 Millimeter lang. Die Kronblätter sind aufgerichtet, cremefarben mit rotem Rand, weiß oder rosafarben, verkehrt lanzettlich bis spatelförmig-verkehrt-eiförmig, nicht deutlich eingebogen und 2 bis 4,4 Millimeter lang. Die Staubblätter sind beinahe so lang wie die Kronblätter; die Staubfäden sind gerade, 1,3 bis 3 Millimeter lang und kahl; die Staubbeutel sind cremefarben bis violett, oval und 0,5 bis 1,6 Millimeter lang. Der Fruchtknoten ist weich behaart; die Griffel sind 0,7 bis 1 Millimeter lang, kahl und beinahe bis zu den Narben verwachsen. Die Früchte sind essbar, dunkelrot bis schwarz, rundlich mit Durchmesser von 5 bis 10 Millimeter, kahl, locker behaart oder drüsig behaart. Die Zartblütige Stachelbeere blüht von April bis Juni, selten bis Juli.
Die Chromosomenzahl beträgt 2n = 16.

## Vorkommen und Standortansprüche
Das natürliche Verbreitungsgebiet liegt in den US-Bundesstaaten Colorado, New Mexico, Texas, Arizona und Utah. Die Zartblütige Stachelbeere wächst in Nadelwäldern in Höhen von 1700 bis 3000 Metern, auf frischen, schwach sauren bis schwach alkalischen, sandig-lehmigen bis lehmigen, nährstoffreichen Böden an licht- bis halbschattigen Standorten. Die Art ist wärmeliebend und nur mäßig frosthart.

## Systematik
Die Zartblütige Stachelbeere (Ribes leptanthum) ist eine Art aus der Gattung der Johannisbeeren (Ribes) in der Familie der Stachelbeergewächse (Grossulariaceae). Sie wird in der Untergattung  Grossularia der Sektion  Grossularia zugeordnet. Die Art wurde 1849 von Asa Gray erstmals wissenschaftlich beschrieben. Der Gattungsname Ribes leitet sich vom arabischen Namen einer Art der Rhabarber ab. Der Name wurde im Mittelalter wegen des säuerlichen Geschmacks der Beeren einiger Arten, der an den Geschmack des Rhabarbers erinnert, für die Johannisbeeren übernommen. Das Artepitheton leptanthum stammt aus dem Griechischen leitet sich von leptos für „dünn“ und anthos für „Blüte“ ab und verweist damit auf die zarten Blüten.

## Verwendung
Die Zartblütige Stachelbeere wird sehr selten kultiviert.

## Nachweise